# 中川雅之 (競馬)
中川 雅之（なかがわ まさゆき、1963年1月31日 - ）は、石川県出身の現調教師、元騎手（地方・金沢所属）。
金沢の元調教師・中川一男は実父。
愛称「マーチャン」。

## 経歴
小学生の時は片道1時間程を徒歩で通学し、基礎体力を養った。子供の頃から馬術を習いながら父の厩舎を少し手伝っていたが、高校2年時に父から「お前将来どうするんや」と言われて騎手を目指す。卒業後に1年浪人してから地方競馬教養センター短期講習を受講し、1983年に免許を取得。
父の厩舎から1983年4月16日にデビューし、同日の金沢第2競走・タマペール（5着）で初騎乗を果たすと、同25日の第1競走・エスエムシンセツで初勝利を挙げる 。1986年に自身初のリーディングジョッキーに輝くと、1990年と1996年、2004年と2005年にも獲得。
1990年には高知で行われた雪国オールスターリーディングジョッキーに渡辺正治（新潟）・前野幸一（上山）と共に出場し、金沢勢2人目の優勝を飾る 。
1991年には増沢末夫・小島貞博・楠孝志・吉沢宗一・菅谷正巳を抑えて中央競馬騎手招待を制し、1996年には石崎隆之（船橋）・井上俊彦（北海道）・吉田稔（愛知）・小牧太（兵庫）・菅原勲（岩手）、1997年には鮫島克也（佐賀）・川原正一（笠松）・森川一二三（新潟）・嬉勝則（福山）・内田利雄（宇都宮）を抑えてオールジャパンリーディングジョッキー連覇を達成 。
1998年にはアラブのアイカンセンプーで黒百合賞・農協牛乳杯・中京スポーツ賞を制したほか、アラブグランプリ・北國アラブチャンピオン2着となり 、1999年と2000年にはトラベラーでダートグレード競走に積極的に参戦。中央交流の古馬重賞から北陸・東海・近畿地区交流の4歳重賞にリニューアルされた1999年のMRO金賞では6番人気でレースを迎え、レースは快速ゴルデンコークの逃げを2番人気の名古屋ケイオーミステリー、古馬B2を2着→1着後の転入3戦目であった4番人気ノーザングレーが追う展開で前半3ハロンが推定37秒6という超ハイペースでレースは進み、最初はついて行けず最後方からの競馬となる。3コーナー辺りからエンジンが掛かり始めたものの、4コーナーではまだ先団からは離れた中団辺りであったが、本調子を欠く上に厳しいマークにあったゴルデンコークが直線で失速する中で1頭だけ桁違いの伸びを見せる。踏ん張るノーザングレーを捕らえて最後は2馬身差を付け、鮮やかな直線一気で快勝。初めての長距離遠征となった1999年のダービーグランプリでは12頭中12番人気であったが、前半はほとんど最後方で、ラチ沿いから位置取りを上げると直線そのまま内から伸び、勝ったタイキヘラクレスに3/4馬身+2馬身差まで迫る3着と好走 。2000年には日本テレビ盃で勝った地元船橋のサプライズパワーに1秒3という差をつけられたが、1歳上のダービーグランプリ馬ナリタホマレやワールドクリークに先着する3着と健闘 。東海菊花賞では12頭中11番人気ながら改めて能力の高さを見せ、定位置ともいえる後方3番手からの追走で、名古屋の短い直線を追い込む。牝馬ながら帝王賞を制していたファストフレンドに1馬身半差2着のスナークレイアースを交わすかという勢いでアタマ差、コースレコードでの決着からコンマ3秒差の3着  に入った。地元では断然人気に支持された北國王冠で2着に3秒の大差をつける圧勝で、続く中日杯でも単勝1.1倍の人気に応えて連勝となった 。
2003年1月7日の金沢第1競走3歳では父の管理するバーニングスマイルで勝利し、金沢所属（当時）として3人目、現役（当時）としては山中利夫に次ぐ地方通算2000勝を達成。常にリーディング上位争いを演じる頼れるベテランとして関係者からの信頼も厚く、同年6月にはアラブスプリントカップをサクセスフレンドで人気に応えて逃げ切り快勝すると、7月の日本海ダービーではマジックワルツで好位から叩き合いを制し勝利を収めた。サクセスフレンドでは2001年に北國アラブチャンピオンを制したほか、石川テレビ杯、アラブ大賞典も制す 。
2004年10月に名古屋で行われた金沢・笠松・愛知・兵庫のリーディング上位騎手による個人・団体戦「名古屋ジョッキーグランプリ」において優勝し、地元では重賞制覇こそ無かったものの97勝をあげ、1996年以来8年ぶり4度目のリーディングジョッキーとなった。
2005年にはセンパツトモで園田クイーンセレクションを3番手追走から向こう正面で捲くりを決め、直線では2着に7馬身差を付ける独走で圧勝した。
2006年はチヨノドラゴンで名古屋の東海クイーンカップを道中好位追走から差し切り勝ちすると、地元のサラブレッド大賞典では好位追走から2周目3コーナーで先頭に立って後続を突き放して圧勝し、笠松の白銀争覇も制して東海地区では2戦2勝とした。中日杯ではタフネスゴールドで2番手追走から早めに先頭に立つと、直線も後続を突き放し快勝。
2007年にはリュウヨウを移籍後3連勝での読売レディス杯制覇に導き、北國王冠ではマヤノオスカーでスタートから先頭に立ち、3コーナーあたりから後続を引き離して大差で勝利した。
2008年にはノーブルシーズで北日本新聞杯・MRO金賞・サラブレッド大賞典を制し、1996年のプライムキング以来12年ぶり2頭目の三冠を達成。レースの時に遊ぶところがあるなど気難しい馬であったが、上手く乗って能力を引き出した。北日本新聞杯は3コーナー過ぎから先頭に立つと、直線では後続を一気に突き放して、2着に8馬身差を付けた。MRO金賞は先手を取って直線で後続を突き放し、2着に4馬身差を付けて逃げ切った。三冠を決めたサラブレッド大賞典もスタートから先手を取り、直線に向いてリードを広げて快勝した。三冠達成後の北國王冠では好位追走から早めに先頭に立つと、直線では後続を突き放し、初対戦の古馬を撃破。2着に6馬身差の快勝劇を演じ、続く中日杯も好位追走から直線で抜け出して勝った。
2010年1月6日から3月5日まで大井・朝倉実厩舎所属として南関東に期間限定騎乗、2012年1月8日から2月13日まで福山に冬季交流騎乗で参戦。
2011年にはナムラダイキチでMRO金賞・サラブレッド大賞典の二冠を達成し、MRO金賞は地元馬3年ぶりの勝利で、サラブレッド大賞典は上がり36秒5の脚を使って4馬身差の完勝であった。その間のオータムスプリントカップでは、移籍3戦目で6馬身ちぎられたジャングルスマイルに8馬身差付けて、1分26秒4でレコード勝ちの圧勝。MRO金賞は夏負けの影響で自信が無かったが、ゲートを出てからダッシュが付かなかったのを思い切って下げて外に切り替えたところ、力の違いで制した。北國王冠では再戦となったジャングルスマイルと残り800ｍで完全に一騎打ちになり、3番手以降が遥か後方の大差となるほどのせめぎ合いが向正面から4コーナーへと続く。残り400ｍでジャングルスマイルに馬体を合わせて激しく手綱を扱いて押すと、実況の大川充夫（耳目社アナウンサー）が「うぅーん、これはいい物を見た！ 並んだままゴールイン！」と声に出すほどの一騎打ちをゴール手前まで演じ、結果はクビ差2着であった。
その後は体力の限界を理由に引退を決意し、2012年3月15日には平成23年度第4回調教師免許試験に合格。同31日から調教師に転身するため、同年限りで現役を引退。25日の金沢第4競走C級4組5組・オーミハピネスが最後の勝利、29日の金沢第11競走弓引き祭特別・ヒャクマンゴク（9頭中9着）が最後の騎乗となった 。
引退後は調教師に転身し、2012年5月13日の金沢第8競走苺一会特別・フレアリングピュア（12頭中4着）で初出走、7月3日の金沢第1競走3歳B5・リズムディヴァインで初勝利を記録。2年目の2013年には北日本新聞杯・フレアリングメテオで重賞初制覇を果たすと、イグレシアスがJBCイヤーの百万石ジュニアカップ、金沢ヤングチャンピオンを制す。2014年9月2日の金沢第7競走3歳B1・モッシュで100勝、2019年9月15日の金沢第1競走C級2組9・ニッポンダンジで500勝を達成。
2016年には門別では1走もせずに転厩してきたヤマミダンスが破竹の4連勝を記録し、金沢シンデレラカップで重賞初制覇、笠松のラブミーチャン記念で他地区重賞初制覇、地元に戻ってヤングチャンピオンを制し5連勝を決める。2017年は名古屋の梅桜賞で2番手追走から2周目向正面で先頭に立ち、そのまま直線に入って後続を突き放し、5馬身差で圧勝する。

## 騎手通算成績
- 地方 - 15995戦2743勝　勝率17.1%、連対率32.4%
- 中央 - 15戦0勝

### 主な騎乗馬
※斜体は地方交流競走。
- ミスジヨオーマツ（1985年兼六賞、1986年黒百合賞）
- フジアコー（1985年読売杯）
- テルタノワケオー（1986年中日スポーツ賞）
- カワキタダンデイー（1987年いぬ鷲賞）
- アリラキング（1987年ことじ賞）
- タマノシヤーク（1988年黒百合賞・石川テレビ杯）
- フアインオー（1988年サラブレッド大賞典）
- キシユウポルシエ（1989年ジェイティービー賞）
- トモラツキー（1989年アラブ大賞典）
- ビゼンツカサ（1989年3歳優駿）
- シナノオーカン（1991年ことじ賞）
- ハローダツシユ（1992年菊桜特別）
- スズウイング（1992年いぬ鷲賞）
- バンダムロード（1992年3歳優駿）
- サツマコムスメ（1993年中日杯、1994年読売レディス杯）
- アースフェアリー（1994年中日スポーツ賞）
- ラガーペンダス（1995年スプリングカップ）
- ミスターベナ（1995年菊桜特別）
- ユキノゴールド（1995年サラブレッド3歳優駿）
- ナイスロング（1996年オールジャパンリーディングジョッキー）
- タイカンホース（1996年あすなろ賞）
- バンダムカリム（1997年ほくてつニューイヤーカップ）
- トウカイフジ（1997年オールジャパンリーディングジョッキー）
- ドラゴンエース（1997年百万石賞）
- キムタツアンテール（1997年サラブレッド3歳優駿）
- アイカンセンプー（1998年黒百合賞・農協牛乳杯・中京スポーツ賞）
- トラベラー（1999年MRO金賞、2000年北國王冠・中日杯）
- カツラギボーイ（1999年菊桜特別）
- ヒシチーム（1999年ジェイティービー賞）
- ホーエイショウハイ（1999年農協牛乳杯・中京スポーツ賞）
- ヒノデソシアル（1999年北國王冠）
- サンエスジュニア（2000年アラブウインターカップ）
- サクセスフレンド（2001年北國アラブチャンピオン・石川テレビ杯・アラブ大賞典、2003年アラブスプリントカップ）
- ケイアイジョン（2001年ジェイティービー賞）
- マジックワルツ（2002年サラブレッドフレッシュカップ、2003年日本海ダービー）
- センパツトモ（2005年ヤングチャンピオン、2006年園田クイーンセレクション・北日本新聞杯）
- チヨノドラゴン（2006年東海クイーンカップ・サラブレッド大賞典、2007年白銀争覇）
- タフネスゴールド（2006年中日杯）
- リュウヨウ（2007年読売レディス杯）
- マヤノオスカー（2007年北國王冠）
- ノーブルシーズ（2008年北日本新聞杯・MRO金賞・サラブレッド大賞典・北國王冠・中日杯、2009年百万石賞）
- ナムラダイキチ（2011年MRO金賞・オータムスプリントカップ・サラブレッド大賞典）

その他
- ウットマン
- ビッグゴールド

## 調教師通算成績

### 主な管理馬
※斜体は他地区の競走。
- フレアリングメテオ（2013年北日本新聞杯）
- イグレシアス（2013年百万石ジュニアカップ、金沢ヤングチャンピオン）
- ライブザドリーム（2015年サラブレッド大賞典）
- ヤマノカミ（2015年金沢ヤングチャンピオン）
- ヤマミダンス（2016年金沢シンデレラカップ、ラブミーチャン記念、金沢ヤングチャンピオン、2017年梅桜賞、北日本新聞杯、サラブレッド大賞典、2018年中日杯、2019年兵庫クイーンカップ）
- バンダイクブラウン（2017年加賀友禅賞）
- フウジン（2017年兼六園ジュニアカップ）
- アイオブザタイガー（2018年兼六園ジュニアカップ、金沢ヤングチャンピオン）
- ニューホープ（2019年岐阜金賞）
- ハイタッチガール（2019年金沢プリンセスカップ、兼六園ジュニアカップ）
- ベニスビーチ（2021年サラブレッド大賞典、加賀友禅賞、2022年兵庫クイーンカップ、2023年お松の方賞）
- ボサノヴァ（2021年金沢シンデレラカップ）
- ヴェノム（2022年中日杯）
- ハリウッドスマイル（2024年ノトキリシマ賞、2025年お松の方賞）
- マンガン（2025年利家盃）